# 163
| 163                |
| ------------------ |
| Dødsfald - Fødsler |
|                    |

| Gregoriansk kalender | 163 CLXIII              |
| Ab urbe condita      | 916                     |
| Armensk kalender     | I/T                     |
| Kinesiske kalender   | 2859 – 2860 壬寅 – 癸卯 |
| Etiopisk kalender    | 155 – 156               |
| Jødisk kalender      | 3923 – 3924             |
| Hindukalendere       |                         |
| - Vikram Samvat      | 218 – 219               |
| - Shaka Samvat       | 85 – 86                 |
| - Kali Yuga          | 3264 – 3265             |
| Iransk kalender      | 459 BP – 458 BP         |
| Islamisk kalender    | 473 BH – 472 BH         |

|  | For flytypen 163, se Messerschmitt Me 163. |
Se også 163 (tal)

## Begivenheder
- Statius Priscus generobrer Armenien.